# Jazmín de la Vega
Diana Jazmín de la Vega Espinoza de Furlán (Ciudad de Guatemala, 11 de junio de 1956) es una arquitecta, empresaria y política guatemalteca que se desempeñó como ministra de Comunicaciones, Infraestructura y Vivienda de Guatemala de enero a mayo de 2024 en el gabinete de Bernardo Arévalo. Anteriormente, ejerció como diputada en el Congreso de Guatemala por el Distrito Central de 1996 a 1998 por el partido político Partido de Avanzada Nacional (PAN).

## Biografía
Nació el 11 de junio de 1956 en la Ciudad de Guatemala, egresó como arquitecta por la Universidad de San Carlos de Guatemala. Posee dos maestrías, una en evaluación, control y derecho ambiental, y otra en derecho ambiental. También tiene un posgrado en costos y presupuestos de la construcción.
Su única participación en política la realizó durante las elecciones generales de 1995 cuando figuró como candidata a diputada por el Partido de Avanzada Nacional (PAN), en ese entonces liderado por Álvaro Arzú. Ocupó la undécima casilla del listado y no fue electa, sin embargo, tras la victoria electoral de Arzú, varios diputados electos del PAN solicitaron licencia para optar a cargos dentro del gobierno de Arzú y de la Vega ascendió en enero de 1996 como diputada al Congreso de la República. Se mantuvo en el cargo hasta diciembre de 1998, cuando renunció para ser nombrada como Coordinadora de Vivienda en el Ministerio de Comunicaciones, Infraestructura y Vivienda.
Retornó al Ministerio de Comunicaciones durante el período presidencial de Óscar Berger, quien la nombró inicialmente como Gerente Administrativa de la Empresa Eléctrica de Guatemala y luego la nombró como Directora General de la Unidad de Construcción de Edificios del Estado, cargo que ocupó brevemente durante unos meses de 2005 debido a su renuncia por un supuesto caso de corrupción; sin embargo, al momento no existe ninguna investigación del Ministerio Público al respecto. Finalizó su relación laboral con el ministerio en 2006.
 A inicios de 2024, el presidente electo Bernardo Arévalo sorpresivamente la designó como su candidata al Ministerio de Comunicaciones, Infraestructura y Vivienda. 